# Pozsonyi Királyi Jogakadémia
A Pozsonyi Királyi Jogakadémia felsőfokú oktatási intézmény volt Magyarországon 1783–1922 között.

## Története
A Ratio Educationis a jogakadémiákat két fő céllal alapította: egyrészt azoknak a hallgatóknak, akik később valamely egyetemen kívántak továbbtanulni, megfelelő alapképzést kívánt biztosítani, másrészt azoknak a diákoknak, akik nem kívántak továbbtanulni, olyan bizonyítványt adni, amellyel később el tudtak helyezkedni, elsősorban igazgatási állásokban. A királyi jogakadémiák a 19. század közepéig megtartották katolikus jellegüket: a katolikus pénzalapból finanszírozták őket, és uralkodói alapításúak voltak, s így állami felügyelet alatt maradtak.
Mária Terézia reformjainak egyik meghatározó eleme a jezsuita rend feloszlatása után a Nagyszombati Egyetem Budára költöztetése volt. Mintegy kárpótlásként a Ratio Educationisszal királyi jogakadémiát alapított Nagyszombatban, amely első tanévét már 1777-ben megkezdte, jogi és bölcsészeti tanfolyammal. II. József rendeletének megfelelően azonban 1784-ben Nagyszombatból Pozsonyba költözött az akadémia. 1783-ban már kijelölték a helyiségeit is, a klarisszáknak az országház mögött fekvő monostorát és egyházát, vagyis azt az épületet, ahol később a királyi főgimnázium volt. A pozsonyi akadémiát 1784. május 15-én kellett volna ünnepélyesen megnyitni, de mivel erre az időre az átköltözködés csak részben történt meg, az ünnepélyes megnyitás elmaradt. Mindazonáltal az akadémiát átadták. Csupán 1803-ban fenyegette a feloszlatás veszélye, amikor a tanulmányi alap kimerült, és a készülőben levő új Ratio Educationis alapján szervezett rendezés folyamatban volt. Ezt a veszélyt azonban József nádor közbelépése elhárította.
Első tervezete az 1777-ben közhírré tett és az 1780. évi 67-ik törvénycikkel kirendelt országos bizottsági munkálaton, másodjára az 1806-ben kibocsátott Ratio Educationis tanrendszerén alapult. Az akadémia és a gimnázium két külön intézet lett. Az akadémia az egyetemre készített elő, de önállóan is képesített. Egy jogi és egy bölcseleti két-két éves tanfolyamra oszló felsőbb tanintézet volt.
Az 1848–49-es forradalom és szabadságharc alatt az intézményben nem folyt oktatás, és csak az 1849/50-es tanévben kezdődött meg ismét, immár a Császári Királyi Jogakadémia keretében.
1874-ben a jogakadémiákat újjászervezték.
A Pozsonyi Jogakadémia hallgatósága 1777–1850 között, talán a Győri Jogakadémia mellett a legteljesebben rekonstruálható.
Az 1850–1851. tanévben a bölcseleti két osztályt mint 7. és 8. gimnáziumi osztályokat, a gimnázium kiegészítő részéül rendelték. Az akadémián csak a jogi kar maradt, melyet 1859-ben Bad Ischlben kelt szervezési nyílt parancs alapján három tanfolyamra osztott jogi tanintézetté bővítettek ki. Az 1860. évi októberi diploma ismét szabályozott az oktatásügy szervezeten, amelyet a helyreállított magyar királyi helytartótanács 1861. október 23-án tartott tanácsülésének rendelete változtatott meg. 1874. május 19-én a vallás és közoktatásügyi magyar királyi minisztérium újabb változtatást eszközölt a következő tanévtől. Ezen utóbbi átszervezéstől kezdve megindult az akadémia lassú leépülése.
Az intézeti könyvtár az 1859. év végén a 20 000 kötetet is meghaladta.
A joghallgatók száma az 1893/1894. tanévben 75 volt. Az intézmény az 1893/1894-es tanév végéig a jezsuiták épületének déli részében volt.
1921. augusztus 20-án megjelent 276/1921. számú csehszlovák kormányrendelet a Pozsonyi Királyi Jogakadémia bezáratása mellett elrendelte a kassai jogakadémia bezárását, 1922. július 31-ével.

## Neves személyek

### Főigazgatók
- 1775–1785 gróf Balassa Ferenc
- 1785–1792 báró Prónay Gábor
- 1793–1822 gróf Szapáry József
- 1824–1829 Orgler József
- 1831–1845 Adamkovics Mihály
- 1846–1848 Cherier Miklós
- 1849-től rövid ideig Heller Károly

### Intézetigazgatók
- 1784–1785 Altorjai Benkő Miklós
- 1785–1800 Fleischhacker János
- 1804–1807 Stibsits Ferenc
- 1808–1813 Jordánszky Elek
- 1816–1819 Hemtner Flórián
- 1832–1844 Engelhardt Anzelm[3]
- 1845–1848 Dussil Illés
- 1850 Suhayda János (kinevezett, nem foglalta el)
- 1850–1861 Baintner János
- 1861–1869 Bokrányi János
- 1869-től Ekmayer Ágost
- Fésüs György
- Bartha Béla

### Oktatók
| - Belnay György Alajos 1792-től - Borsiczky Dénes - Cselkó István - Dankovszky Gergely Alajos - Degen Gusztáv - Ferenczy Jakab 1840–1850 között - Fleischhacker János 1784–1800 között - Hajnik Pál 1801-től - Hodinka Antal 1906-tól - Hoffmann Pál 1864–1866 között - Jordánszky Elek 1808–1813 között aligazgató - Katona Mór 1899-től - Kolbay Mátyás 1843-tól - Kmety Károly 1892-től - Konek Sándor 1850-től - Kosutány Ignác 1896-tól - Kováts Ferenc 1903–1914 között - Krobót János 1801–1808 között | - Kruesz Krizosztom 1848-ban - Kuncz Ignác 1874-től - Lechner Ágost 1856-tól - Lendvay Benő 1874-től és 1885-től - Mandello Gyula 1900-tól - Oberschall Pál - Ortvay Tivadar 1875–1906 között - Pauer Imre Rudolf 1875-től - Pisztóry Mór 1874-től - Rausch Ferenc 1800–1803 között aligazgató - Rimely Mihály János 1839–1842 között - Santho Károly - Szlemenics Pál 1809-től - id. Vutkovich Sándor 1876-tól - Ifj. Vutkovich Sándor - Wertheimer Ede 1886-tól |

### Diákok
| - Apor Károly (1835–1836) jogász, amatőr fotográfus - Baditz Ottó festőművész - Bartal György jogtörténész, MTA tagja - Bernáth Gusztáv költő - Chernel Kálmán földbirtokos, ügyvéd, megyei aljegyző, helytörténész, természetbúvár - Csathó Ferenc (1845-1928) magyar jogász, bíró, valóságos belső titkos tanácsos, a budapesti királyi ítélőtábla elnöke, a Főrendiház tagja - Ejury Károly ügyvéd, országgyűlési követ - Ejury Károly (1857-ben) uradalmi főügyész - Eöttevényi Olivér (1871-1945) ügyvéd, jogi és politikai író - Esterházy László (1891-1966) nagybirtokos, jogász, politikus, 1918-ban rövid ideig főrendiházi tag, 1939-1944 között a Felsőház tagja - Festetics Vilmos főnemes, földbirtokos - Fiáth Pál kormánybiztos, főispán, tanácsos - Gergelyi Tivadar országgyűlési képviselő - Gozsdu Manó magyarországi román jogász, politikus, mecénás - Gyurmán Adolf újságíró, jogász, miniszteri tanácsos - Hajdu Sándor (1848-1894) alispán - Horinka Imre - Horváth József - Jankovich Miklós (1791-ig) könyv-, régiség- és műgyűjtő, történész - Jerney János (1818–1819-ben) őstörténész, nyelvtörténész, utazó, jogász - Joannovics György politikus, nyelvész, újságíró, a MTA levelező (1867), majd tiszteleti (1881) tagja - Kada Elek magyar ügyvéd, Kecskemét város polgármestere 1897 és 1913 között - Keglevich Béla főispán, országgyűlési képviselő, huszárkapitány | - Kováts Ferenc gazdaságtörténész, közgazdász, a MTA levelező tagja - Kubicza Pál (1816-1893) Trencsén vármegye főispánja - Kumlik Emil (1887–1891) könyvtáros, újságíró, író - Lacsny Miklós jószágkormányzó, táblabíró - Lombardini Sándor ügyvéd, levéltáros, történész - Lonovics József földbirtokos, jogász, Csanád vármegye főispánja - Mednyánszky Alajos (1801–1804) magyar királyi belső titkos tanácsos, Nyitra vármegye főispánja, író, történész - Nagy István országgyűlési képviselő, a főrendiházi hivatal titkára - Pázmándy Dénes földbirtokos, politikus, 1848-1849-ben a képviselőház elnöke - Prileszky Tádé országgyűlési képviselő - Radvánszky Antal nagybirtokos, politikus, országgyűlési követ, Turóc, illetve Zólyom vármegye főispánja, szlovák költő - Rovács Albin (1843–1918 után) ügyvéd, városi levéltárnok. - Schiller Bódog (1877–1914) jogtörténész, egyetemi tanár, törvényszéki jegyző, bíró - Somogyi Gedeon (1783–1821) magyar nyelvész, levéltárnok - Somssich László mezőgazdász - Sporzon Pál gazdasági akadémiai tanár - Turchányi Imre (1889–1955) ügyvéd, országgyűlési képviselő - Zelliger Ernő (1892–?) somorjai ügyvéd, közjegyző, polgármester. |